# Haripal Kaushik
Haripal Kaushik (1934. február 2. – 2018. január 25.) kétszeres olimpiai bajnok indiai gyeplabdázó.

## Pályafutása
Az indiai válogatott tagjaként olimpiai bajnok lett az 1956-os melbourne-i és az 1964-es tokiói olimpián. Az 1966-os Ázsia-játékokon Bangkokban aranyérmet szerzett a válogatottal.

## Sikerei, díjai
- Olimpiai játékok
  - aranyérmes (2): 1956, Melbourne, 1964, Tokió
- Ázsia-játékok
  - aranyérmes: 1966, Bangkok